# Zygophylax recta
Zygophylax recta is een hydroïdpoliep uit de familie Lafoeidae. De poliep komt uit het geslacht Zygophylax. Zygophylax recta werd in 1922 voor het eerst wetenschappelijk beschreven door Jarvis. 